# Robert Campin

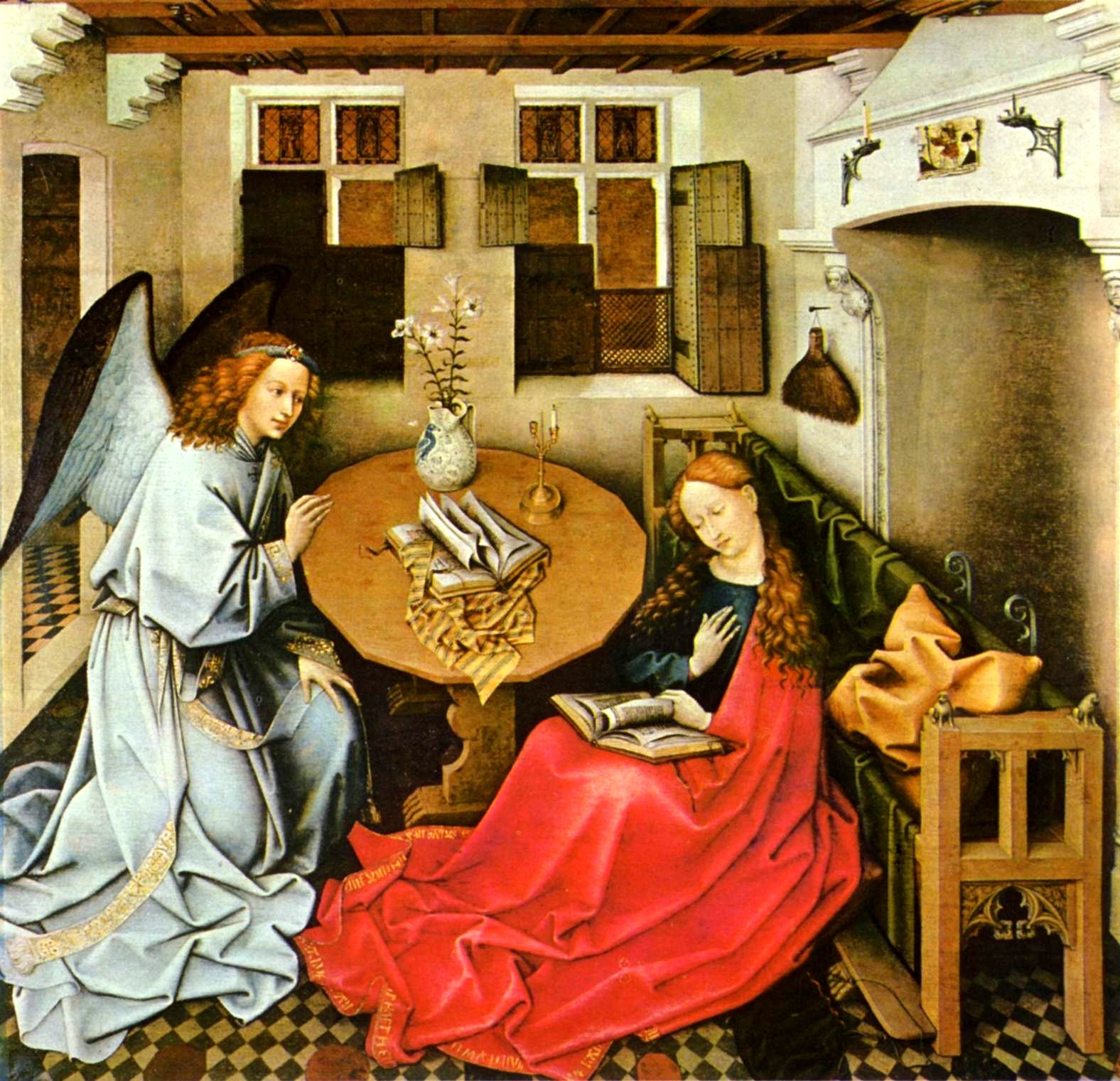
Zwiastowanie, ok. 1420–1440, Musées Royaux des Beaux-Arts, Bruksela

Robert Campin (ur. 1378 lub 1379 w Valenciennes, zm. 1444 lub 1445 w Tournai) – niderlandzki malarz, zwany również Mistrzem z Flémalle lub Mistrzem Tryptyku de Mérode od Ołtarza Zwiastowania (dawniej w kolekcji książąt De Mérode w Westerlo). Był jednym z twórców niderlandzkiej szkoły malarskiej. Tworzył obrazy o tematyce religijnej oraz portretowej.
We Frankfurcie zachowały się niesygnowane dzieła, które miały podobno pochodzić z opactwa Flémalle-lez-Liège. Jak potem stwierdzono, takie opactwo nigdy nie istniało. Pomimo to pod koniec XIX w. historyk sztuki Hugo von Tschudi wyodrębnił grupę dzieł, które wyszły spod pędzla jednego utalentowanego artysty nazwanego Mistrzem z Flémalle. Spierano się co do tożsamości tego malarza, lecz obecnie zdecydowana większość badaczy utożsamia go z Robertem Campinem. Wiadomo o nim, że był za życia cenionym twórcą, któremu w czasach nowożytnych długo nie przypisano żadnych dzieł. Koncepcja ta została zaprezentowana ok. 1910 przez Hulina de Loo.
Robert Campin mieszkał w Tournai, gdzie należał do rady miejskiej i angażował się w sprawy społeczne. W 1406 uzyskał tytuł mistrza i namalował w kościele St. Brice w Tournai fresk ze sceną Zwiastowania, który został odkryty w 1940 roku. Artysta wprowadził do sztuki nowe przedstawienia ikonograficzne: Trójcę Świętą jako Pasję Boga Ojca (Ermitaż) oraz Madonnę w komnacie (Londyn). Stał się też jednym z pierwszych, którzy przemycali do obrazów religijnych „malarstwo rodzajowe”, przedstawiając wnętrza domów i życie codzienne.

## Charakterystyka twórczości
Roberta Campina uważa się za inicjatora północnego renesansu. Wczesne dzieła artysty zdradzają jeszcze wiele cech gotyku: konwencjonalność gestów i układów kompozycyjnych, posągowość postaci, u których nie odczuwa się masy ciała zatartej bogactwem łamanych bogato fałdów szat, niewłaściwe proporcje postaci we wnętrzu i nieumiejętność budowania przestrzeni. Jednak obrazy Campina pozbawione są hieratyczności, a wydarzenia rozgrywają się w konkretnych mieszczańskich domach lub w pejzażu. Ani Madonny o pospolitych rysach, ani Dzieciątka nie mają aureoli i ukazane są w izbach o belkowanym stropie, zastawionych prostymi sprzętami. Za oknem często rozciąga się widok na plac miasteczka. Mistrz z Flémalle posługiwał się światłocieniem, a w jego twórczości, poświęconej przede wszystkim tematom religijnym, znaleźć można zaczątki późniejszych gatunków malarstwa: pejzażu, portretu, scen rodzajowych, martwej natury.
Campin jako pierwszy z malarzy niderlandzkich przyjął trójwymiarowość za podstawę widzenia plastycznego. Punktem wyjścia jest u niego bryła przedmiotu. Stał się także prekursorem europejskiego portretu. Dotychczas malarze wybierali jedną lub dwie cechy i na nich skupiali uwagę, Campin natomiast troszczył się o oddanie całego zestawu cech charakterystycznych dla modela, a także o proporcjonalność twarzy. Widzimy też modela w ujęciu trzy czwarte, ze wzrokiem utkwionym gdzieś w przestrzeni.
Na jego twórczość miał wpływ światopogląd ukształtowany przez devotio moderna.
Campin wprowadził także typowe dla malarstwa niderlandzkiego XV wieku imitacje malarskie rzeźb na zewnętrznych skrzydłach ołtarzy. Początkowo wszystkie ołtarze były rzeźbione. Gdy spopularyzowały się ołtarze ruchome, rzeźby na skrzydłach stały się zbyt ciężkie i zastąpiono je malowidłami.

## Dzieła
- Portret mężczyzny, 1400–10, National Gallery w Londynie
- Trójca Święta, ok. 1410, Städelsches Kunstinstitut, Frankfurt
- Św. Weronika, ok. 1410, Städelsches Kunstinstitut, Frankfurt
- Ukrzyżowanie, ok. 1410, Städelsches Kunstinstitut, Frankfurt
- Zwiastowanie, lata 20. XV w., Musées Royaux des Beaux-Arts, Bruksela
- Boże Narodzenie, ok. 1425, deska 83 x 70, Musée des Beaux-Arts, Dijon
- Tryptyk de Mérode (Św. Józef w warsztacie, lewe skrzydło) 1420/1428, tempera na drewnie 64,4x27,2 Metropolitan Museum of Art w Nowym Jorku
- Zaślubiny Marii, ok. 1428, Prado w Madrycie
- Portret kobiety, ok. 1430, National Gallery w Londynie
- Zwiastowanie, ok. 1430, Prado w Madrycie
- Madonna przed osłoną kominka, przed 1430, National Gallery w Londynie
- Trójca Święta, 1433–35, Ermitaż w Petersburgu
- Madonna we wnętrzu, ok. 1435, National Gallery w Londynie
- Tryptyk Werla, 1438, Prado w Madrycie (tryptyk przypisywany również Weydenowi)

## Galeria

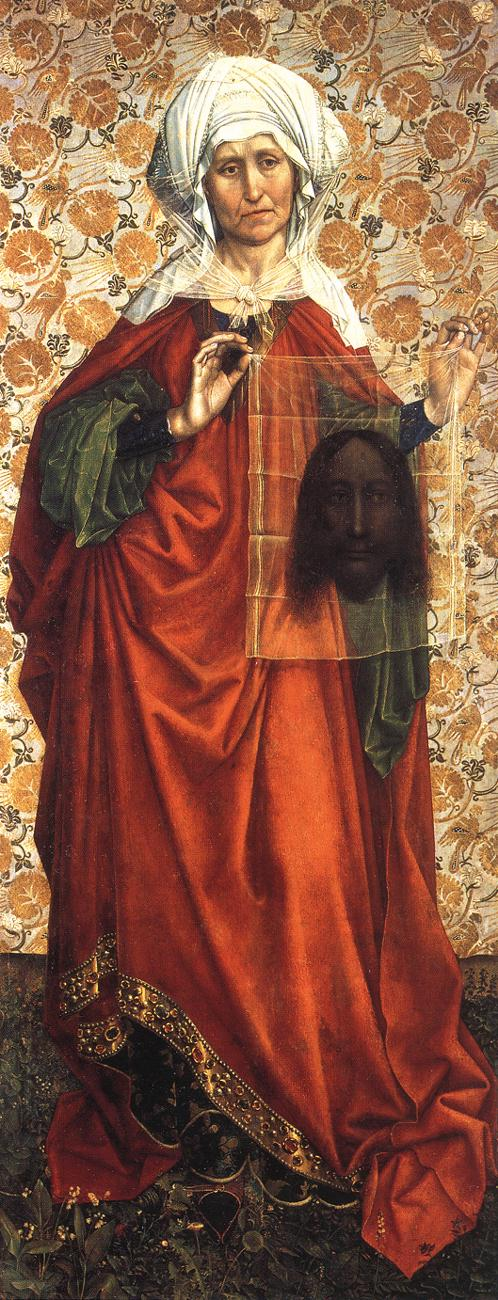
Św. Weronika, ok. 1410, Städelsches Kunstinstitut, Frankfurt
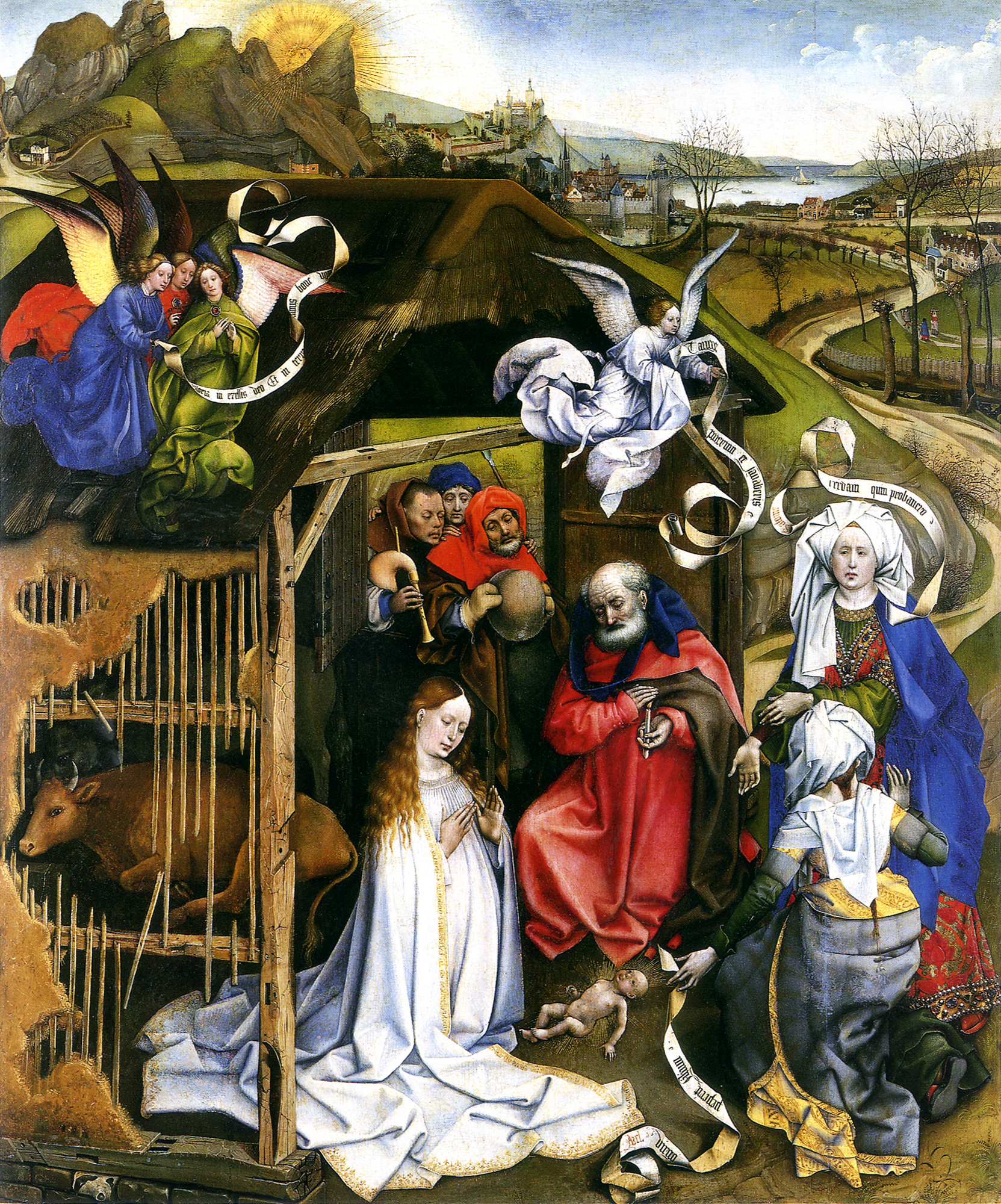
Boże Narodzenie, ok. 1425, 87 × 70 cm, Musée des Beaux-Arts, Dijon
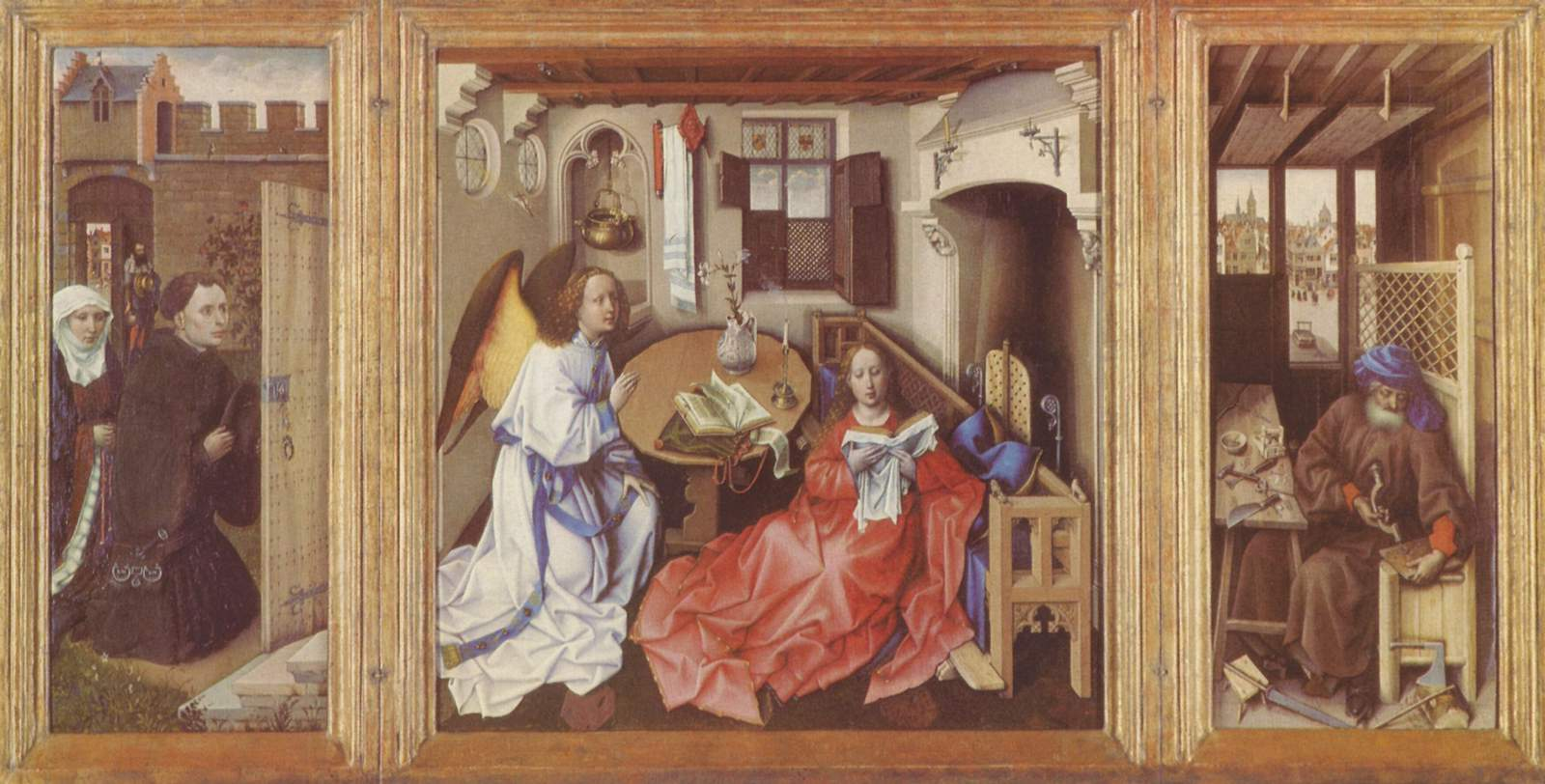
Tryptyk de Mérode, ok. 1427, 64,5 × 64,5 (scena główna), Metropolitan Museum of Art w Nowym Jorku
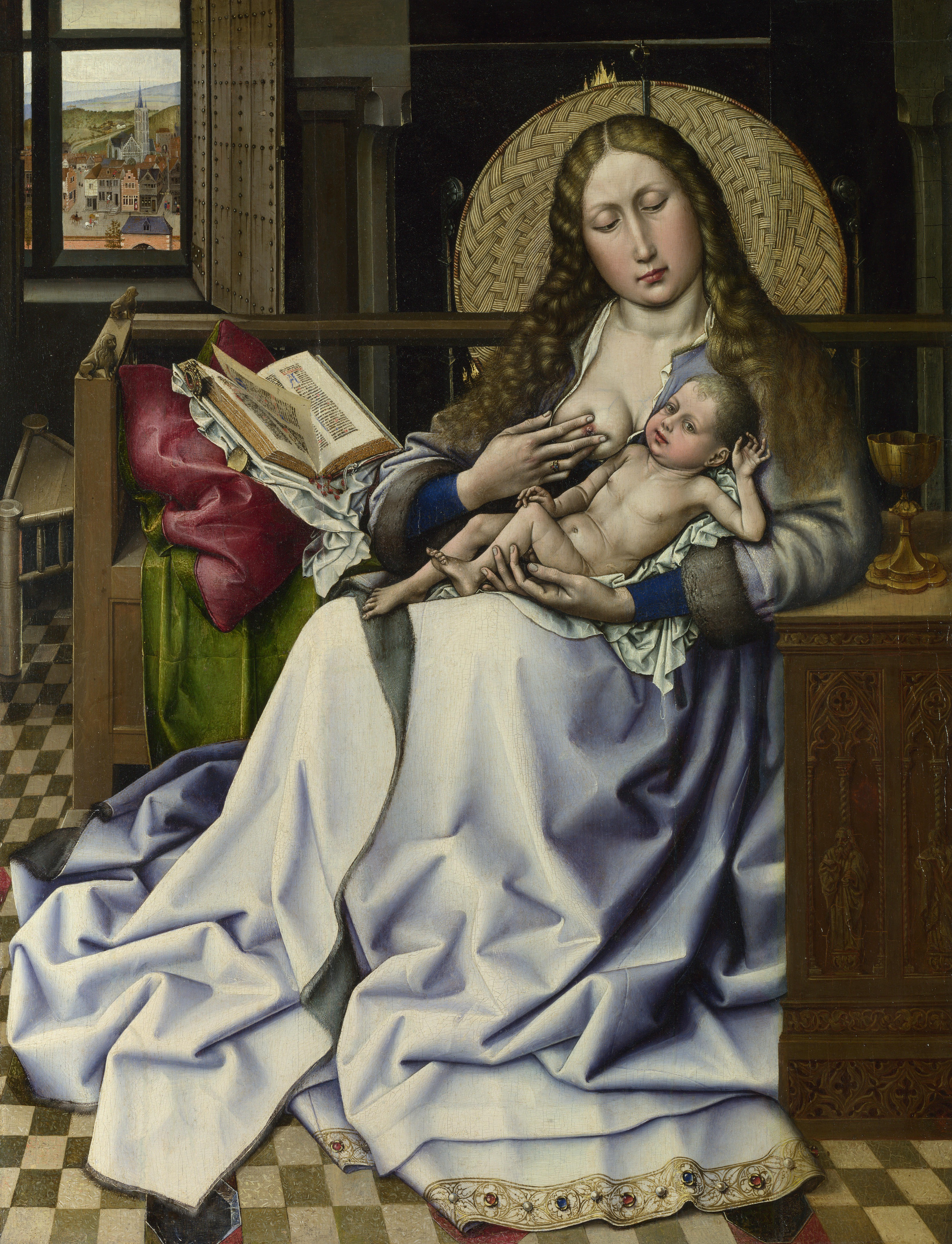
Madonna przed osłoną kominka, przed 1430, 63 × 49 cm, National Gallery w Londynie
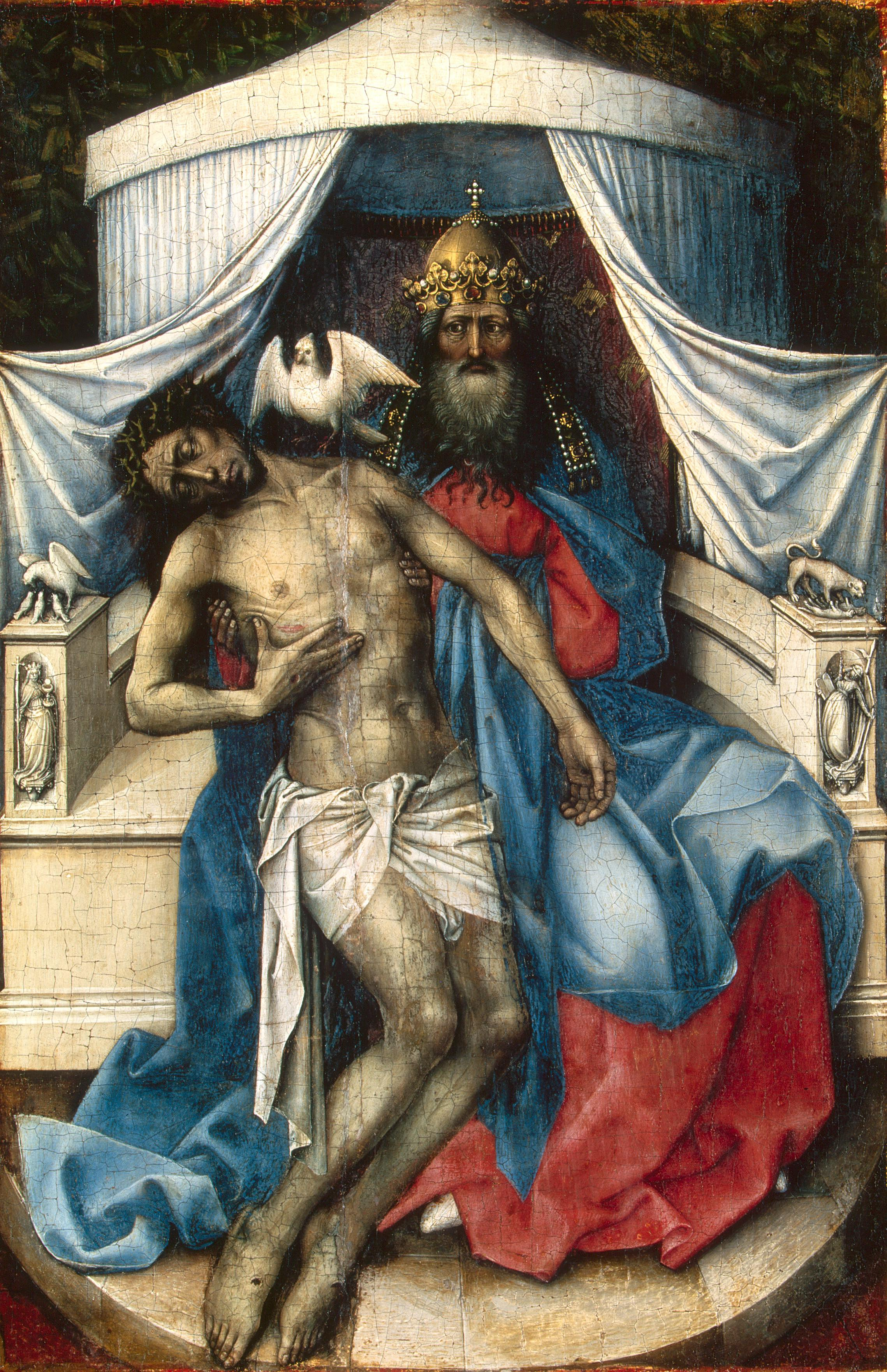
Trójca Święta, między 1433 a 1435, 34 x 24,5 cm, Ermitaż w Petersburgu
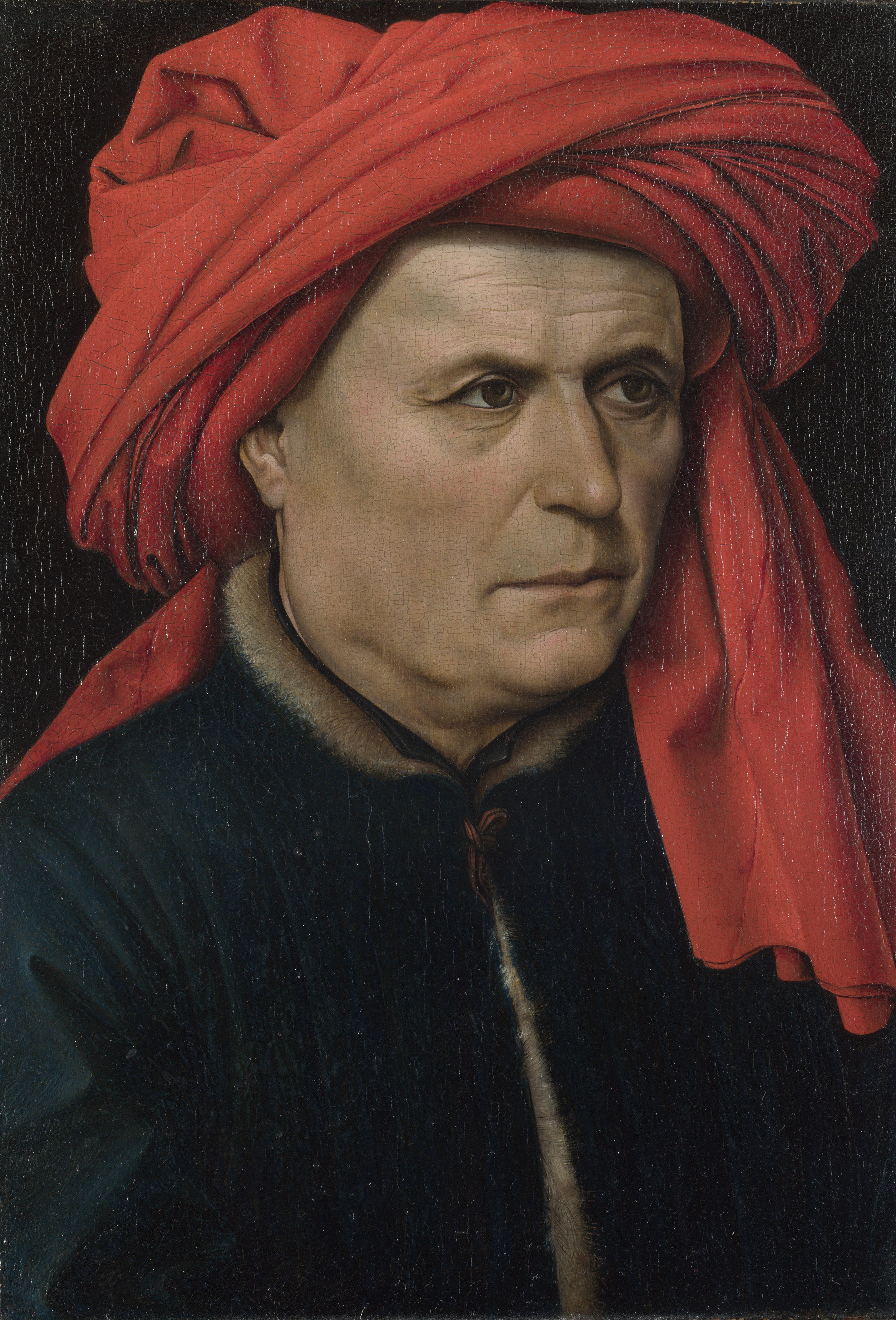
Portret mężczyzny, 1400–10, 40,7 × 28 cm, National Gallery w Londynie
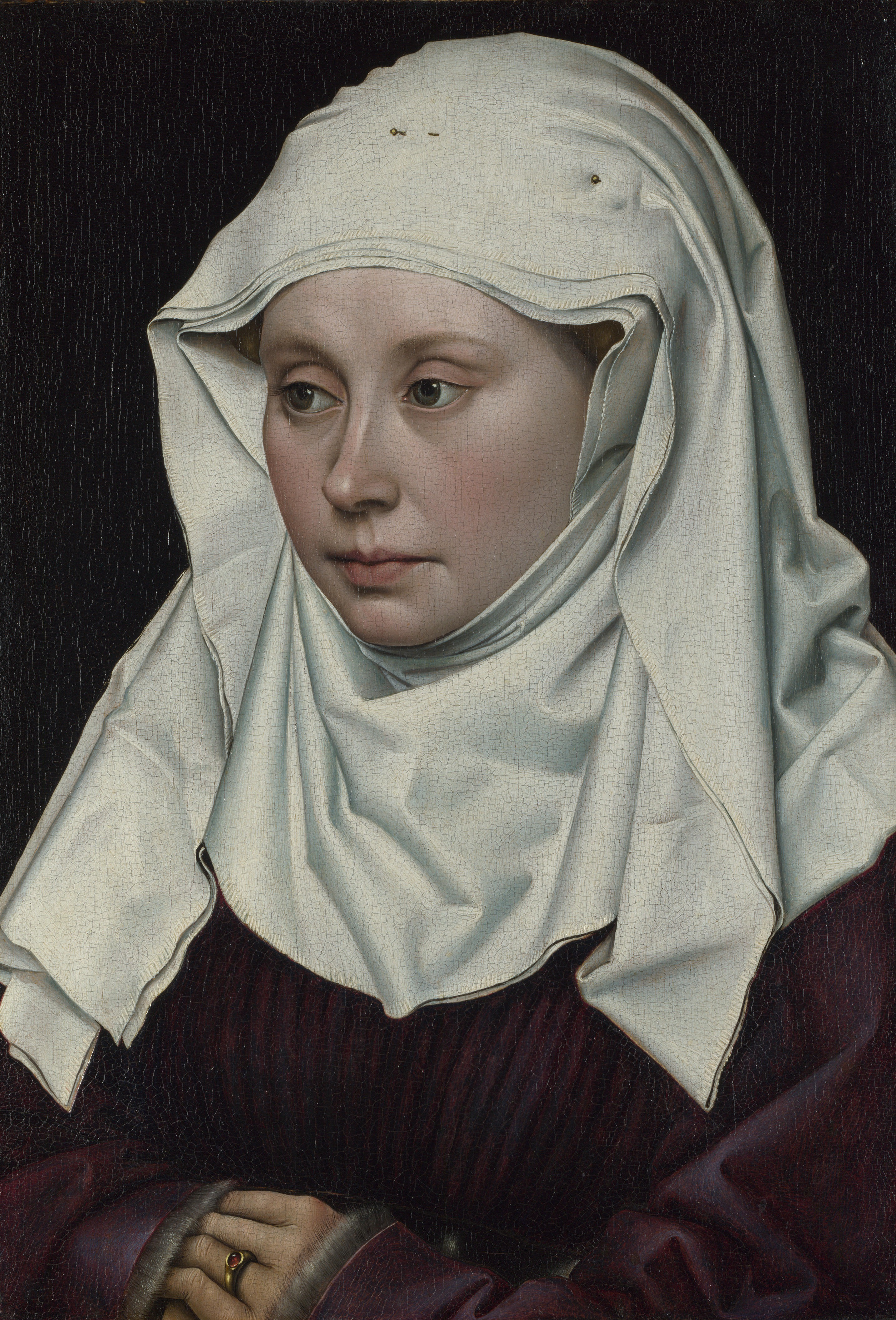
Portret kobiety, ok. 1430, 40 × 27 cm, National Gallery w Londynie